# Dinuguan

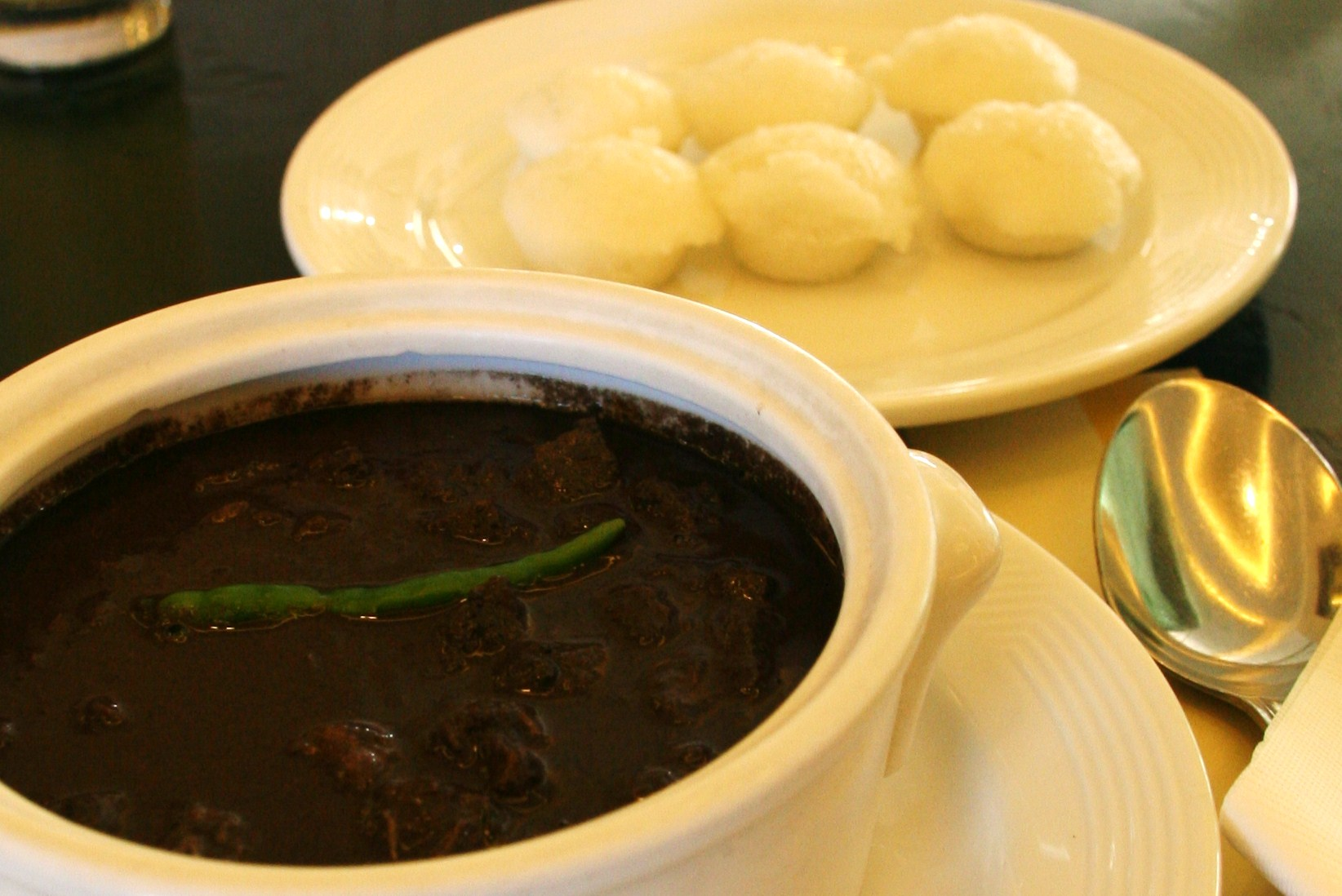
Un cuenco de dinuguan y un plato de puto.

El dinuguan (pron. di-nu-gu-án;ilocano: dinardaraan; tid-tad en Pampanga) o estofado de sangre de cerdo es un estofado filipino de sangre y carne (típicamente estómago, intestino, oreja y morro) cocido a fuego lento en un gravy rico y especiado de sangre de cerdo, ajo, chile (frecuentemente siling mahaba) y vinagre. El término dinuguan procede de la palabra filipina dugo, ‘sangre’. Es parecido a la sopa de vísceras de cerdo singapuresa, difiriendo en que no contiene verdura y emplea un gravy espeso característico. Es frecuente que la mayoría de la gente lo considera un plato inusual o alarmante, aunque es bastante parecido a la morcilla occidental en forma de estofado. Quizá tenga una apariencia más cercana a la antigua sopa negra espartana (melas zomos), cuyos ingredientes principales eran el cerdo, el vinagre y la sangre. El dinuguan se sirve a menudo con arroz blanco o un pastel de arroz filipino llamado puto.
Existe también un plato parecido entre los batak de Indonesia, llamado sangsang, que se hace con carne de cerdo o perro (o más raramente, con carne de búfalo de agua), leche de coco y especias (incluyendo combava y hojas de laurel, cilantro, chalota, ajo, pimiento chile y guindilla, hierbalimón, jengibre, galangal, cúrcuma y andaliman (el fruto de un arbusto nativo parecido a la pimienta de Sichuan). El sangsang tiene una importancia especial para los batak, siendo un plato imprescindible en sus ceremonias de boda.